# Livros apócrifos

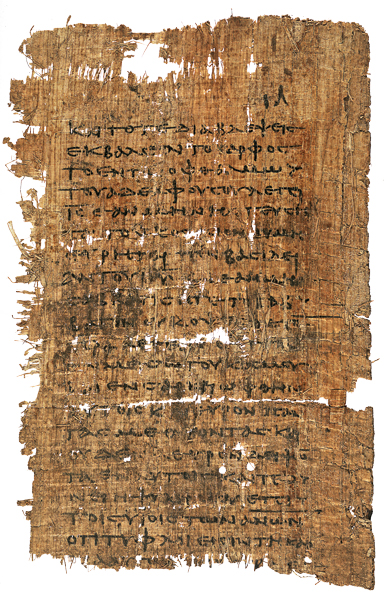
Folha do Papiro Oxirrinco

Os Livros apócrifos (do latim tardio apocryphus, por sua vez do grego clássico ἀπόκρυϕος «oculto, secreto»), também conhecidos como Livros Pseudocanônicos, são os livros escritos por comunidades cristãs e pré-cristãs (ou seja, há livros apócrifos do Antigo Testamento) os quais não foram reconhecidos como divinamente inspirados para constarem no cânon bíblico no Cristianismo.
O termo "apócrifo" foi criado por Jerônimo, no quinto século, para designar basicamente antigos documentos judaicos escritos no período entre o último livro das escrituras judaicas, Malaquias e a vinda de Jesus Cristo. São livros que, segundo a religião em questão, não foram inspirados por Deus e que não fazem parte de nenhum cânon. 
São considerados apócrifos os livros que não fazem parte do cânon da religião em pauta. A consideração de um livro como apócrifo varia de acordo com a religião ou denominação cristã. Por exemplo, alguns livros considerados canônicos pelos católicos são considerados apócrifos por judeus e/ou por protestantes, mesmo sendo ambas religiões abraâmicas. Assim, católicos e ortodoxos aceitaram os livros de Tobias, Judite, Sabedoria de Salomão, Eclesiástico, I e II Macabeus e Baruque como deuterocanônicos. Alguns destes livros são os inclusos na Septuaginta por razões históricas ou religiosas. Destes fazem parte também as adições em Ester e em Daniel - nomeadamente os episódios da História de Susana e de Bel e o dragão.
Os apócrifos são cartas, coletâneas de frases, narrativas da criação e profecias apocalípticas. Além dos que abordam a vida de Jesus ou de seus seguidores, cerca de 50 outros contêm narrativas ligadas ao Antigo Testamento.

## Apócrifos ou deuterocanônicos
Para alguns teólogos e historiadores, os textos apócrifos datam de muito tempo após a vida de Jesus, sendo alguns deles escritos a mais de 200 anos após a morte e ressurreição de Cristo, não podendo ser considerados fidedignos, ou seja, nem tudo o que neles fora escrito narra fatos com precisão e verdade.
Os livros apócrifos foram retirados do Cânon Cristão por mostrarem um Cristo diferenciado dos Evangelhos e teologias escolhidos, mostrando-o exclusivamente como Deus sem as limitações e sentimentos humanos, o que tornaria a passagem pela morte algo fácil, diminuindo assim, o tamanho do Sacrifício realizado pelo Salvador; em outros, entretanto, a imagem de Cristo é excessivamente mundana e está em desacordo com a imagem passada pelos quatro evangelhos oficiais.
Muitos textos seculares citam os textos Apócrifos, como por exemplo o livro e filme "O Código da Vinci", que utiliza fatos encontrados nestes livros, para melhorar a trama.Algumas igrejas ortodoxas acrescentaram ao cânon bíblico certas epístolas e evangelhos considerados apócrifos por católicos e protestantes, por exemplo a epístola de Barnabé e Clemente.
Alguns livros são considerados apócrifos para algumas denominações cristãs, mas canônicos para outras. Para se informar mais, ver: Livros deuterocanônicos e Cânon bíblico.

### Cristianismo ocidental
No cristianismo ocidental atual existem vários livros considerados apócrifos; nos sínodos realizados ao longo da história esses livros foram banidos do cânon (Livros Sagrados), outros obtiveram uma reconsideração e retornaram à condição de Sagrados (Canônicos). Como exemplo de canonicidade temos a Bíblia (reunião de vários livros).
Os livros Apócrifos são muito estudados atualmente pelos teólogos, porque a sua narrativa ajuda a revelar fatos e curiosidades a respeito dos primórdios do cristianismo.

### A quantidade de livros
O número dos livros apócrifos é maior que o da Bíblia canônica. É possível contabilizar 113 deles, 52 em relação ao Antigo Testamento e 61 em relação ao Novo. A tradição conservou outras listas dos livros apócrifos, nas quais constam um número maior ou menor de livros. A seguir, alguns desses escritos segundo suas categorias.